# Arhimedova točka
Arhimedova tóčka [arhimédova ~] (ali punctum Archimedis) pomeni domnevno izhodiščno točko, s katere lahko opazovalec objektivno in v celoti zazna predmet opazovanja. Z Arhimedove točke naj bi bilo mogoče doseči to, da opazovalec sebe odstrani od predmeta opazovanja, tako da lahko predmet opazovanja vidi v odnosu z vsemi drugimi stvarmi, vendar je od njih neodvisen.
Izraz Arhimédova tóčka se nanaša na Arhimedovo izjavo »Dajte mi točko in premaknil bom Zemljo!« Pri tem je mislil na fizikalno dejstvo, da se lahko z vzvodom s primernim razmerjem ročic premika tudi zelo velike mase.